# Grand Army Plaza (metropolitana di New York)
Grand Army Plaza è una fermata della metropolitana di New York situata sulla linea IRT Eastern Parkway. Nel 2019 è stata utilizzata da 2 295 401 passeggeri. È servita dalla linea 2 sempre, dalla linea 3 sempre tranne di notte e dalla linea 4 solo di notte. Durante le ore di punta fermano occasionalmente anche alcune corse della linea 4.

## Storia
La stazione fu aperta il 10 ottobre 1920.

## Strutture e impianti
La stazione è sotterranea, ha una banchina ad isola e due binari. Al di sotto si trova un ulteriore livello con quattro binari: i due interni sono quelli della linea BMT Brighton, i due esterni quelli espressi della linea IRT Eastern Parkway. Il mezzanino è dotato di quattro scale che portano all'incrocio tra Flatbush Avenue, Plaza Street West e Plaza Street East.

## Interscambi
La stazione è servita da alcune autolinee gestite da NYCT Bus.
- Fermata autobus